# Star Wars: Episodio IX - El ascenso de Skywalker
Star Wars: Episodio IX - El ascenso de Skywalker (en inglés Star Wars: Episode IX - The Rise of Skywalker ) es una película estadounidense de 2019 del género ópera espacial, dirigida por J. J. Abrams, producida por Kathleen Kennedy, Bryan Burk y Abrams y escrita por Abrams y Chris Terrio. Se trata de la novena y última entrega de la saga principal de Star Wars y su trama concluye la  tercera trilogía. The Walt Disney Company y Bad Robot Productions estuvieron a cargo de su distribución.
Su reparto incluye a Carrie Fisher (fallecida en 2016), Mark Hamill, Adam Driver, Daisy Ridley, John Boyega, Oscar Isaac, Anthony Daniels, Naomi Ackie, Domhnall Gleeson, Richard E. Grant, Lupita Nyong'o, Keri Russell, Joonas Suotamo, Kelly Marie Tran, Ian McDiarmid y Billy Dee Williams. Asimismo, los actores Ewan McGregor, Ashley Eckstein, Samuel L. Jackson, Jennifer Hale, Olivia d'Abo, Frank Oz, Liam Neeson, Freddie Prinze Jr y Hayden Christensen aportaron sus voces. La película cuenta con la participación de Harrison Ford, sin acreditar, y la voz de archivo de Alec Guinness.
La película recibió críticas mixtas a positivas, con elogios para la espectacular banda sonora de Williams, actuaciones, las secuencias de acción y los efectos visuales pero criticaron la dirección de Abrams, el guion inconsistente y los momentos oscuros. La película fue un éxito de taquilla, recaudando 1074 millones de dólares cuando el presupuesto había sido de 275 millones de dólares, pero fue una decepción para el estudio, porque aunque se trataba del filme que cerraba la llamada «Saga de los Skywalkers», fue la menos exitosa de la trilogía. 
La película recibió tres nominaciones a los Premios Oscar en las categorías mejor banda sonora, mejor edición de sonido y mejores efectos visuales perdiendo frente a Joker, Ford v Ferrari y 1917 respectivamente.

## Argumento
Hace mucho tiempo en una galaxia muy, muy lejana [...] ¡Los muertos hablan! La galaxia ha escuchado una emisión misteriosa, una amenaza de VENGANZA en la siniestra voz del difunto EMPERADOR PALPATINE. [...] LA GENERAL LEIA ORGANA envía agentes secretos para reunir inteligencia, mientras REY, la última esperanza de los Jedi, entrena para la batalla contra la diabólica PRIMERA ORDEN.[...] Mientras tanto, el Líder Supremo KYLO REN se enfurece en busca del Emperador fantasma, decidido a destruir cualquier amenaza a su poder...
Texto introductorio.

Un año después de los eventos de Los últimos Jedi, tras recibir una transmisión proveniente del difunto Emperador Palpatine clamando venganza, el Líder Supremo Kylo Ren aparece atacando junto con algunas de sus tropas de la Primera Orden y mata despiadadamente a varios de los habitantes del planeta Mustafar en una campaña de búsqueda. Luego de terminar el asalto, Kylo Ren finalmente llega hasta las ruinas del castillo de su difunto abuelo Darth Vader y obtiene un dispositivo secreto llamado Sith Wayfinder, con el cual consigue obtener de este dispositivo unas misteriosas coordenadas que lo llevan hasta el lejano planeta Exegol en las regiones desconocidas de la galaxia, con el objetivo de eliminar al malvado lord Sith, quien supone una gran amenaza a su poder en el futuro. 
Al llegar a este lugar, Kylo Ren descubre a un clon de Palpatine muy anciano, ciego y decrépito, quien está conectado a una maquinaria de alta tecnología que lo mantiene con vida, la cual es monitoreada por unos alienígenas de otro mundo. Este afirma que sí murió a manos de Anakin Skywalker en la batalla de Endor en la segunda Estrella de la Muerte, pero que el Lado Oscuro es el camino a muchas de las habilidades ocultas que algunos consideran antinaturales. También revela que creó a Snoke como un títere para controlar la Primera Orden y manipuló todo desde las sombras, oculto en este planeta. 
Luego, levanta desde las profundidades del planeta, una poderosa y nueva armada secreta de Destructores Estelares Sith, con la que le ofrece crear un nuevo Imperio, llamado La Orden Final. Este le promete darle a Ren esta poderosa arma y flota de naves, pero a cambio este deberá encontrar a Rey y matarla, ya que ella no es quien todos creen que es realmente. Mientras tanto, la joven Rey continúa su entrenamiento Jedi con la general Leia ejerciendo de maestra, primero hace meditación llamando a los Jedis del pasado y luego recorriendo un circuito de obstáculos, incluyendo una esfera similar a la que utilizó Luke en su entrenamiento inicial. Al final Rey es distraída por visiones del futuro y por la conexión que mantiene con Kylo Ren, y corta un par de árboles, uno de los cuales aprisiona a BB-8, ella lo salva y así termina su entrenamiento, para ir a enfrentar esta nueva amenaza.
Mientras tanto en otra parte de la galaxia, Finn, Poe y Chewbacca recuperan información sobre el descubrimiento de Kylo Ren procedente de un espía anónimo dentro de la Primera Orden, la cual es suministrada por un aliado de la Resistencia y posteriormente guardada en la memoria del robot  R2-D2. Son emboscados y perseguidos por los cazas estelares TIE, pero escapan haciendo varios saltos a la velocidad de la luz y regresan a la base de La Resistencia ubicada en Ajan Kloss, en el Halcón Milenario el cual presentó graves daños y es reparado. Poe Dameron reúne a la Resistencia para informarla de las últimas informaciones recibidas, la amenaza del surgimiento de una nueva arma y una flota de naves. Después de enterarse de que Palpatine ha regresado para establecer una nueva orden por Poe, Rey descubre notas sobre un artefacto Sith en los textos Jedi que dejó Luke Skywalker como herencia. Rey, Poe, Finn, Chewbacca, BB-8 y C-3PO salen hacia el planeta Pasaana a buscar un contacto que Luke conocía, mientras que R2-D2 se queda con Leia.
En el planeta Pasaana, el grupo llegan en medio de un festival local y, luego de escapar de los Stormtroopers, son rescatados por Lando Calrissian, quien explica que él y Luke habían rastreado el artefacto hasta su última ubicación conocida en el desierto, luego lo invitan a unirse a la Resistencia pero Lando se niega inicialmente. Kylo se entera de dónde está Rey a través de sus poderes, vínculo de Fuerza y viaja a Passanna con los Caballeros de Ren. Rey y los demás descubren, después de ser absorbidos por arenas movedizas y andar por túneles, los restos de Ochie, un asesino Sith, su nave (que Rey reconoce haberla visto de pequeña en Jakku) y una daga inscrita con texto Sith, que C-3PO entiende pero que su programación le prohíbe traducir, luego son sorprendidos por una serpiente alienígena gigante, la cual Rey domina y luego cura con sus poderes Jedi, la serpiente se retira sin atacar. 
Sintiendo que Kylo está cerca, Rey va a confrontarlo, enfrentándolo sola contra su nave en el desierto, la cual es inhabilitada por el sable de luz de Rey. La Primera Orden captura el Halcón Milenario, a Chewbacca y la daga; Rey, intentando salvar a Chewbacca y tratando de hacerle oposición a Kylo, destruye accidentalmente el transporte de la Primera Orden con un rayo de la Fuerza, creyendo que en él iba Chewie. El grupo escapa en la nave del asesino, suponiendo que Chewie murió en la explosión.
Poe sugiere que se dirijan al planeta Kijimi para extraer el texto Sith de la memoria del droide C-3PO, al llegar se enteran de que la Primera Orden los está buscando, ocultándose se encuentran con Zorii Bliss, una vieja amiga de Poe y al alienígena Babu Frik, quienes los ayudan a esconderse y también a resetear al droide C-3PO, aunque en el proceso este último pierde toda su memoria. La traducción de la inscripción Sith proporciona coordenadas a un dispositivo Wayfinder, oculto en una de las lunas de Endor que conduciría al planeta Exegol. 
Rey siente que Chewbacca está vivo y el grupo monta una misión de rescate. Mientras Kylo busca a Rey, el grupo se infiltra en su Destructor Estelar con la ayuda de Zorii, quien les da una insignia de la Primera Orden. Kylo inicia un vínculo de la Fuerza, mientras Rey llega a su cámara, y le dice que no le mintió cuando sus padres la vendieron y que estos no eran nadie, pero su historia no estaba completa. Los padres de Rey decidieron ser unos don nadie para ocultarse de una amenaza mayor: Rey es la nieta de Palpatine, y este había ordenado su muerte cuando era niña, temiendo su poder y en lo que se convertiría en el futuro. Rey recupera la daga y tiene visiones del asesino usándola para matar a sus padres. El general Hux descubre al grupo, al rescatarlos de su ejecución y se revela como el espía dentro de la Primera Orden. Les permite escapar en el Halcón, afirmando que no le importa que gane la Resistencia, y que su único deseo es que pierda Kylo Ren. Luego es ejecutado por traición por el general Pryde después de dar el falso reporte del escape de los prisioneros.
El grupo sigue las coordenadas hasta llegar a Endor, donde se encuentran con Jannah, una stormtrooper desertora de la Primera Orden, que los lleva a los restos de la segunda Estrella de la Muerte, destruida durante los acontecimientos de la batalla de Endor y que cayeron sobre el océano tras su destrucción. En eso, Rey localiza el paradero del Sith Wayfinder, pese a la insistencia de Finn de no dejarla ir, pero al tocarlo tiene una visión de sí misma como una Sith y luego tener una corta pelea. Poco después aparece Kylo Ren, luego de que ellos fueran rastreados hasta Endor. En eso Rey le exige a Kylo que le entregue el dispositivo Sith Wayfinder, pero Kylo Ren admite que la única forma de que Rey pueda llegar al planeta Exegol, será por medio de Kylo y rápidamente destruye el dispositivo en mil pedazos, lo cual provoca que Rey se enfurezca y ambos inicien un feroz combate de sables de luz. 
Por otro lado, Finn trata de ir a ayudarla, pero Rey en medio de todo el combate empuja a Finn hacia atrás con la Fuerza, pidiéndole que se aleje, pero a pesar de esta acción Finn insiste en ir a ayudarla, sin embargo Jannah le sugiere que no trate de seguirla, debido a las violentas olas que azotan el área y el riesgo de caerse al vacío, por lo que Finn decide dejar de insistir, mientras tanto Kylo Ren consigue doblegar a Rey, la cual estaba a punto de recibir el golpe final de la lucha, pero en ese momento Leia, quien esta punto de morir, esto a raíz de su exposición a la atmósfera cero del espacio exterior en la entrega anterior, había caído gravemente enferma y llama a Kylo a través de la Fuerza para que regrese a casa, pero en ese momento de distracción, Rey rápidamente lo ataca en arranque de furia y lo desarma, donde momentos después apuñala a Kylo en el estómago con el propio sable de luz de este último, sin embargo, poco después Leia termina muriendo recostada en una camilla. Luego de sentir la muerte de Leia y completamente asustada por lo que pasó, Rey sana las heridas de Kylo y le pide disculpas por lo que hizo y le dice que ella sí quería tomar su mano cuando se la ofreció, pero le aclara que no es la de Kylo Ren sino la de Ben Solo, luego toma la nave de este último y escapa del lugar. Posteriormente la joven Rey se exilia hasta el planeta Ahch-To, completamente perturbada por su linaje Sith, donde momentos después incinera la nave y trata de lanzar al fuego el sable de luz de Anakin Skywalker, pero el espíritu de Luke Skywalker aparece atrapando el sable de luz y luego le menciona diciendo: "Me parece que el arma de un Jedi merece más respeto" y rápidamente le cuestiona a Rey sobre qué está haciendo, ya que ella esta cometiendo exactamente el mismo error que él una vez intentó hacer, debido a que el miedo fue lo que lo mantuvo en Ahch-To y le cuestiona a Rey a qué es a lo que más le teme y ella confiesa que a lo que más teme es a sí misma, ya que en sus visiones se había visto sentada en el trono oscuro de los Sith, pero Luke le menciona que es por ser ella una Palpatine de línea sanguínea y tanto él mismo como Leia lo sabían desde el día que la conocieron. 
En ese momento, Rey se queda sorprendida de la revelación y de que Leia, jamás se lo había dicho y que aun así, la entrenó sin decírselo, ya que tanto Leia como Luke, habían visto su verdadero espíritu y su corazón. En ese momento, Luke le menciona a Rey que existen muchas cosas más importantes que la línea de sangre y que confrontar el miedo es el camino de todo Jedi, también le menciona que sino enfrenta a Palpatine, como él lo hizo en su momento con su padre Darth Vader será el fin de todos los Jedi y se perderá la guerra. Luego de esta conversación Luke le pide a Rey que lo acompañe a buscar algo que a Leia le hubiera gustado darle en su momento y resulta ser el antiguo sable de luz de Leia. Entonces el mismo Luke le revela a Rey que cuando Leia lo tenía en su poder, era su última noche entrenando juntos y que ella había visto la muerte de su hijo al final de su camino Jedi y decidió dejarle su sable a Luke y le dijo que un día volvería a ser empuñado otra vez por alguien que terminaría su camino Jedi por ella. 
También le menciona a Rey que ahora dentro de ella ahora viven más de mil generaciones de Jedis, pero que esta es su pelea y anima a Rey a llevar ambos sables al planeta Exegol y terminar con todo este conflicto de una vez por todas. Sin embargo Rey le menciona a Luke que no sabe cómo llegar a allí, ya que no consiguió el Sith Wayfinder y destruyó la nave de Kylo, pero Luke le revela todo lo que pueda necesitar es suyo. Luego de ser recapacitada y alentada por Luke en Ahch-To, Rey saca el dispositivo Sith Wayfinder que estaba en posesión de Kylo Ren en los restos del TIE que ella había incinerado recientemente y descubre que se habían creado dos de estos dispositivos. Posteriormente Luke levanta su antiguo X-Wing de las profundidades del océano y se lo entrega a Rey para que pueda ir a Exegol. Mientras tanto, Poe, Finn, Jannah y Chewbacca llegan hasta la base de la Resistencia para informarles a Leia de lo ocurrido previamente, pero desafortunadamente reciben la triste noticia de la muerte de Leia. Al oír esto, el grupo se queda completamente aturdidos por la noticia, siendo Chewbacca el más afectado por ello, quien se tira al suelo a llorar de dolor por la pérdida de Leia. Por otro lado, un Kylo gravemente herido por la batalla contra Rey, recibe la visita del espíritu su padre Han Solo y conversan brevemente, en donde Han le pide a su hijo que vuelva a casa, sin embargo Kylo le responde que ya es demasiado tarde, ya que su madre se ha ido, sin embargo Han le menciona que a pesar de que Leia murió, todo por lo que ella siempre creyó y por lo que siempre peleó, aun no se ha ido del todo, en eso Kylo le menciona a su padre que sabe lo que tiene que hacer, pero no sabe si tendrá la fuerza para hacerlo y Han simplemente le responde que siempre la ha tenido, finalmente Kylo ya recapacitado de sus errores pasados le pide disculpas a su padre por todo lo que había hecho en el pasado. Posteriormente ya redimido de todos sus actos, este inmediatamente arroja su sable de luz de plasma hacia el océano y reclama su verdadera identidad como Ben Solo.
Mientras tanto, Rey llega al planeta Exegol y transmite su ubicación a la Resistencia para el ataque final. Ella se enfrenta a Palpatine, quien está rodeado de los Caballeros de Ren y una multitud de leales Sith. Palpatine revela a Rey que siempre la quiso viva, ya que es su heredera, y le exige que lo mate como sacrificio, así su espíritu se transferirá a ella, fundiéndose ambos en una poderosa Sith y convertirse en la emperatriz del nuevo Imperio, amenazando a Rey con la muerte de sus amigos y aliados, Rey accede para protegerlos y Palpatine pone en marcha el ritual Sith, ella se siente envuelta por el poder del Lado Oscuro de la Fuerza que emana de Palpatine, pero cuando estaba a punto de darle el golpe final, Rey percibe la presencia de Ben el cual había llegado al planeta Exegol para ayudarla, luchando en ese momento contra sus antiguos caballeros, Rey mediante su vínculo le entrega el sable de luz de Anakin Skywalker, mientras ella se queda con el de Leia. Luego, Ben vence a los Caballeros de Ren y Rey vence a los guardianes de Palpatine.
La Resistencia se involucra en la batalla contra la flota de Palpatine, pero son ampliamente superados, hasta que llegan Lando, Chewie y el Halcón y una multitud de refuerzos provenientes de toda la Galaxia, incluyendo al antiguo piloto rebelde Wedge Antilles, quien sirve de artillero del Halcón. Palpatine descubre que Rey y Ben forman una Díada en la Fuerza, debido a su poderoso vínculo y usa la Fuerza para absorber la esencia vital de ambos, para así restaurar sus poderes, recuperar la vista y rejuvenecerse. Luego incapacita a Ben lanzándolo lejos y ataca a la flota de la Resistencia con un gran rayo de la Fuerza. 
Una debilitada Rey oye las voces de los Jedis del pasado: Anakin Skywalker, Obi-Wan Kenobi, Yoda, Qui-Gon Jinn, Plo Koon, Ki-Adi Mundi, Mace Windu, Ahsoka Tano, Stass Allie, Kit Fisto, Luminara Unduli, Adi Gallia, Shaak Ti, Coleman Trebor, Kanan Jarrus y Aayla Secura, los cuales comienzan a animar a Rey a levantarse contra Palpatine, a medida que ella se reincorpora por las voces de los Jedis del pasado, finalmente escucha la voz de Luke diciéndole: "Rey, la Fuerza estará contigo, siempre", hasta que atrae el sable de luz de Leia hacia su mano para encarar una vez más a Palpatine, quien la ataca con sus Rayos de la Fuerza. Sin embargo Rey desvía los rayos con el sable de luz, pero a medida que el ataque se intensifica, Palpatine le menciona a Rey que ella es una miserable carroñera y no es rival para el poder que hay en él ahora. Inclusive le recalca diciendo: "Yo soy todos los Sith", pero Rey lejos de rendirse atrae el sable de luz de Anakin Skywalker a su mano izquierda y le responde a Palpatine en tono desafiante diciendo: "Y yo, soy todos los Jedis", y cruza los dos sables de luz y comienza a regresarle el ataque de vuelta a Palpatine y consigue destruir, desintegrar y eliminar a Palpatine para siempre, junto con todos los seguidores Sith del emperador, que mueren al ser aplastados por unas estatuas. Pero poco después de lograrlo, Rey cae agotada al suelo y muere por la energía utilizada. Sin embargo, Ben se recupera y la resucita usando la Fuerza y los dos se besan románticamente. Poco después Ben muere y se convierte en uno con la Fuerza, al mismo tiempo que el cuerpo de la difunta Leia.
Con la Orden Final destruida y todas las naves cayendo al suelo en ruinas, Rey, la Resistencia y la flota galáctica salen victoriosos y dejan Exegol para regresar a Ajan Kloss. Otros destructores en otros planetas de la galaxia como Bespin, Jakku y la luna forestal de Endor también caen, indicando la caída de la Primera Orden. Un tiempo después mientras la galaxia celebra la caída de la Primera Orden, la joven Rey decide visitar la antigua granja de los Lars en el planeta Tatooine, donde Luke fue criado en su momento y también por ser el planeta natal del padre de este, Anakin Skywalker. Una vez ahí esta se queda observando pensativa el lugar de crianza de Luke y posteriormente entierra los dos sables de los hermanos Skywalker en la arena para honrar la memoria de sus difuntos maestros y luego se muestra que ella ha construido su propio sable de luz, que tiene un filo de luz dorado usando como base su antiguo báculo que cargaba desde el planeta Jakku. En ese instante una mujer local se aparece en el lugar y le pregunta su nombre, ya que no ha vivido nadie en la antigua casa de los Lars desde hace mucho tiempo y Rey tras observar los espíritus sonrientes de sus mentores Luke y Leia a la luz del atardecer de los soles gemelos de Tatooine, le responde que su nombre es Rey Skywalker, posteriormente ella junto con BB-8 se quedan observando el hermoso atardecer de los soles gemelos del planeta mientras sonríe de felicidad y ahora con un gran camino que le espera por delante.

## Reparto
- Carrie Fisher como Leia Organa, la principal general de la Resistencia sensible a La Fuerza, viuda de Han Solo, madre de Ben Solo, hermana gemela de Luke Skywalker e hija de Anakin Skywalker. Fisher, quien murió a fines de 2016, aparece mediante el uso de imágenes inéditas reutilizadas de The Force Awakens. Como resultado de su muerte, Fisher no estuvo presente en la mayoría de los materiales de marketing o mercadería de la película.
- Mark Hamill como Luke Skywalker, el último Maestro Jedi y tío materno de Kylo Ren, quien se convirtió en uno con la Fuerza en The Last Jedi.
- Adam Driver como Kylo Ren/Ben Solo, el Líder Supremo de la Primera Orden. Es hijo de Leia Organa y Han Solo, sobrino de Luke Skywalker y nieto de Anakin Skywalker.
- Daisy Ridley como Rey, una ex chatarrera de Jakku, miembro de la Resistencia, la última Jedi, aprendiz de los Skywalkers y nieta de Palpatine.
- John Boyega como Finn, miembro de la Resistencia y ex soldado de asalto (FN-2187) que desertó de la Primera Orden.
- Oscar Isaac como Poe Dameron, un piloto de combate Ala-X de alto rango y comandante de la Resistencia que luego hereda el rango de General de Leia.
- Anthony Daniels como C-3PO (voz), un droide de protocolo humanoide al servicio de la general Leia Organa. Daniels es el único actor que ha aparecido en todas las películas de la saga.
- Naomi Ackie como Jannah, una ex Stormtrooper de la Primera Orden (TZ-1719) que vive en el planeta Kef Bir, que ayuda a la Resistencia.
- Domhnall Gleeson como el General Hux, tercer al mando de la Primera Orden.
- Richard E. Grant como el General Enric Pryde, un general de alto rango en la Primera Orden, que anteriormente sirvió en el Imperio Galáctico.
- Lupita Nyong'o como Maz Kanata, un ex pirata espacial y aliado de la Resistencia.
- Keri Russell como Zorii Bliss, una vieja conocida de Poe del planeta Kijimi.
- Joonas Suotamo como Chewbacca, un wookiee y primer oficial del Halcón Milenario y amigo de Han Solo desde hace mucho tiempo. El actor original Peter Mayhew murió de un ataque al corazón durante la postproducción, y la película está dedicada a su memoria.
- Kelly Marie Tran como Rose Tico, una mecánica de la Resistencia y amiga de Finn.
- Ian McDiarmid como el Emperador Palpatine, el Señor Oscuro resucitado de los Sith y abuelo paterno de Rey.
- Billy Dee Williams como Lando Calrissian, un veterano de la Alianza Rebelde, un antiguo propietario del Halcón Milenario y un viejo amigo de Chewbacca, Leia, Luke y Han. Williams regresa a la franquicia de Star Wars en pantalla por primera vez desde El regreso del Jedi (1983).

Billie Lourd, Greg Grunberg y Harrison Ford repiten sus papeles como la teniente Kaydel Ko Connix, Temmin «Snap» Wexley, y Han Solo, respectivamente; Ford no estaba acreditado por su papel. Además, Dominic Monaghan interpreta al soldado de la Resistencia Beaumont Kin, y Shirley Henderson interpreta a Babu Frik en varios idiomas. Hassan Taj y Lee Towersey interpretan el papel de R2-D2 reemplazando a Jimmy Vee, quien había interpretado el papel en las dos películas anteriores. Dave Chapman y Brian Herring regresan como los titiriteros de BB-8. El director JJ Abrams también da voz a DO. Nick Kellington regresa como la interpretación de criatura de Klaud. Martin Wilde, Anton Simpson-Tidy, Lukaz Leong, Tom Rodgers, Joe Kennard y Ashley Beck aparecen como los Caballeros de Ren. Amanda Lawrence retoma su papel de la comandante Larma D'Acy, mientras que Vinette Robinson interpreta a su esposa, la piloto Wrobie Tyce. Amir El-Masry aparece como Comandante Trach.
Jodie Comer y Billy Howle aparecen brevemente como la madre y el padre de Rey, respectivamente. Mike Quinn y Kipsang Rotich regresan como intérprete y voz de Nien Nunb, respectivamente. Denis Lawson y Warwick Davis repiten brevemente sus papeles como Wedge Antilles, un veterano de la Alianza Rebelde; y Wicket W. Warrick, el líder de los Ewoks, respectivamente. Tom Wilton y el guionista Chris Terrio aparecen brevemente como intérprete y voz de Aftab Ackbar, el hijo de Almirante Ackbar, respectivamente. Composer Cameos del compositor John Williams como Oma Tres, un barman de Kijimi, cameos de Kevin Smith como habitante de Kijimi, y el frecuente colaborador del compositor de Abrams, Michael Giacchino, cameos como Sith Trooper, mientras que Lin-Manuel Miranda y Jeff Garlin ambos cameo como humanos y soldados de la Resistencia alienígena, respectivamente. Los actores que hacen cameos vocales de represalia incluyen: James Earl Jones como Darth Vader, Andy Serkis como Snoke y las voces de varios Jedi anteriores, incluido Ewan McGregor y Alec Guinness como Obi-Wan Kenobi (este último a través de audio de archivo alterado digitalmente), Hayden Christensen como Anakin Skywalker, Ashley Eckstein como Ahsoka Tano, Freddie Prinze Jr. como Kanan Jarrus, Olivia d'Abo como Luminara Unduli, Frank Oz como Yoda, Liam Neeson como Qui-Gon Jinn, Jennifer Hale como Aayla Secura, Samuel L. Jackson como Mace Windu y Angelique Perrin como Adi Gallia. Ed Sheeran, Karl Urban, Dhani Harrison, Nigel Godrich, J. D. Dillard y Dave Hearn, todos cameos como soldados de asalto.
Voces adicionales proporcionadas por David Acord, Dan Adler, Dee Bradley Baker, Verona Blue, Steve Blum, Dave Boat, David Collins (FN-2802), Jonathan Dixon, Terri Douglas, Robin Atkin Downes, Amanda Foreman, Janina Gavankar, Grey DeLisle, Stefan Grube, Bobby Hall, Mike Holland, Karen Huie, Tom Kane, Lex Lang, Vanessa Lengies, Yuri Lowenthal, Vanessa Marshall, Donald Mustard, Nicole Nasca, Michelle Rejwan, Julian Stone, Tara Strong, Fred Tatasciore, James Arnold Taylor, Jessica Tuck, Karl Urban, Reggie Watts (Lando Calrissian en disfraz), Debra Wilson, Sam Witwer y Matthew Wood.

## Guion
En junio de 2014, se anunció que Rian Johnson estaba escribiendo un primer boceto del guion para la historia para el Episodio IX, aunque en abril de 2017, afirmó que finalmente no estaría involucrado en la realización de la película. En agosto de 2015, Colin Trevorrow fue anunciado como el director del Episodio IX. Trevorrow, junto con Derek Connolly, comenzarían a escribir el guion.
En agosto de 2017, se anunció que Jack Thorne reescribiría el guion. Y momentos más tarde, se haría oficial que J. J. Abrams sería quien dirigiría la película y la escribiría junto con Lawrence Kasdan.

## Producción
Se anunció que el director de fotografía sería John Schwartzman, quien planeó usar un formato de película de 65 mm para el Episodio IX. A finales de diciembre de 2016, los medios de comunicación informaron que Carrie Fisher había sido llamada para un papel clave en el Episodio IX. En enero de 2017, Lucasfilm declaró que no generarían digitalmente el rendimiento de Fisher para la película. En abril de 2017, Kathleen Kennedy confirmó que Fisher no estará en el material del Episodio IX.
El 5 de septiembre de 2017, Lucasfilm anunció que Colin Trevorrow había renunciado como director de la película. Una semana después, se anunció que J. J. Abrams volvería para dirigir el Episodio IX, luego de haber dirigido el Episodio VII. Abrams también coescribirá la película con Chris Terrio, además de producir la película a través de su compañía Bad Robot Productions, con Kennedy y Michelle Rejwan.
El 17 de diciembre de 2017, dos días después del estreno de Star Wars: Episodio VIII - Los últimos Jedi, J. J. Abrams entregó a Lucasfilm el guion de la película. Además, se le puso un nombre provisional: Black Diamond (en español Diamante negro).
El rodaje de la película comenzó en junio de 2018 y terminó en febrero de 2019. El estreno de la película se realizó el 20 de diciembre de 2019 en Canadá y Estados Unidos, reemplazando la fecha de lanzamiento original del 24 de mayo de 2019.
El 15 de febrero de 2019, el director J. J. Abrams anunció que el rodaje de la película ya había terminado y que llegaría a los cines en diciembre de ese mismo año. Asimismo se dejó conocer una primera imagen del rodaje, en la que aparecían los protagonistas principales en un ambiente desértico.
Por esas mismas fechas se habría filtrado una imagen que correspondería a unos de los pósteres promocionales de la película, sin embargo el 27 de marzo el actor Mark Hamill declaró al respecto: «I'm pretty sure that's just the (wonderful) work of a passionate fan» («Estoy bastante seguro de que eso es sólo el maravilloso trabajo de un fan entusiasta»).
El 12 de abril se conoció finalmente, en la Star Wars Celebration de Chicago, el primer teaser de Star Wars: Episodio IX, revelándose el título oficial de la película como "The Rise of Skywalker" (El ascenso de Skywalker). J. J. Abrams manifestó durante una entrevista a Entertainment Tonight, respecto al título de esta nueva entrega: «Es el adecuado para este filme. Es provocativo y suscita muchas preguntas, pero cuando los seguidores vean la película entenderán qué significa exactamente».
Hacia el final del primer teaser se podía escuchar la risa del Emperador Palpatine, lo que sugería que este personaje tendría un rol protagónico ante la ausencia de un villano de peso, ya que el Líder supremo Snoke había sido asesinado por Kylo Ren en el episodio anterior. Sobre este último punto, J. J. Abrams habría confirmado la presencia de Palpatine en el nuevo episodio a un periodista de Empire, además de afirmar que Ian McDiarmid estaría nuevamente a cargo del personaje.

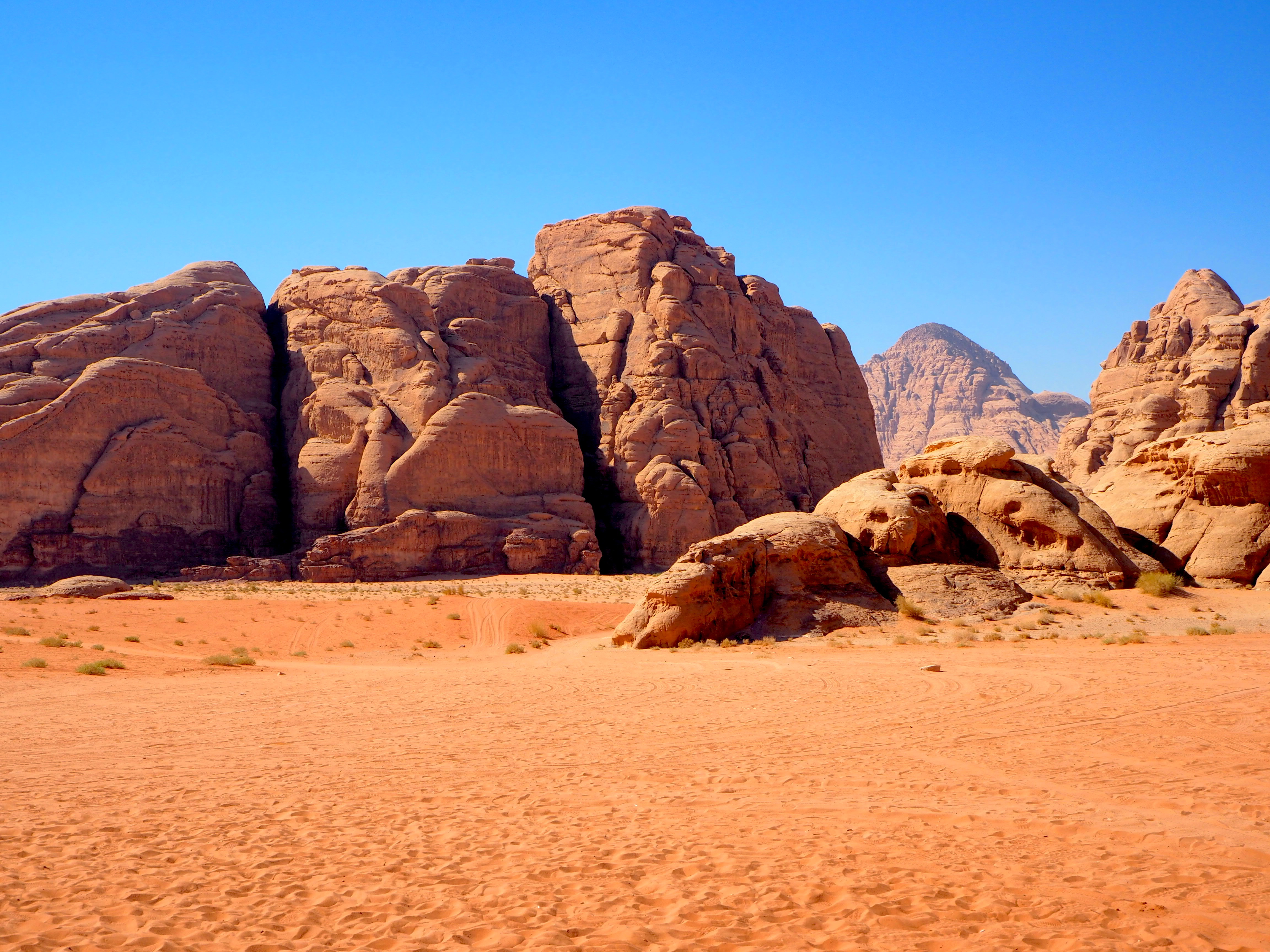
Wadi Rum, en Jordania, constituyó el escenario real para el planeta Pasaana.

Si bien se habría especulado en algunos medios sobre la posible actuación en la película de Hayden Christensen, interpretando a Anakin Skywalker, no hubo un anuncio oficial hacia fines de octubre de 2019 acerca de la participación del actor. Finalmente, tras el estreno, el actor apareció acreditado junto a otros actores que protagonizaron las precuelas, como actor de voz.
La presencia de Carrie Fisher, quien murió a fines de 2016, fue posible gracias al uso de imágenes inéditas de The Force Awakens y The Last Jedi.

## Localizaciones
Además de los famosos Pinewood Studios, diferentes escenas se rodaron también en los Cardington Studios del Reino Unido en las ciudades de Londres y Mánchester, el rodaje de la película también tuvo lugar en Los Ángeles, Toronto y otra partes entre Canadá y los Estados Unidos mientras que las escenas del planeta Pasaana se filmaron en Wadi Rum, también conocido como el Valle de la Luna, al sur de Jordania, donde previamente se había filmado el clásico filme Lawrence de Arabia y posteriormente varias películas de ciencia ficción.

## Música
En julio de 2013, Kathleen Kennedy anunció en la Star Wars Celebration de Europa que John Williams volvería por última vez para la secuela de Star Wars. El 10 de enero de 2018, se informó que Williams volvería para componer y dirigir la partitura de El ascenso de Skywalker. El mes siguiente, Williams anunció que sería la última película de Star Wars para la que compondría la partitura.

## Recepción
Star Wars: The Rise of Skywalker recibió críticas negativas por parte de la crítica especializada. En el agregador de revisiones Rotten Tomatoes la película posee un 52% de aprobación con base en 472 reseñas, lo que le asigna un puntaje promedio de 6.2/10. El consenso crítico dictó: "Star Wars: The Rise of Skywalker sufre de una frustrante falta de imaginación, pero concluye esta amada saga con una devoción centrada en los fans". En general, hay discrepancias entre crítica y público, siendo la primera menos benévola.Por su parte, la medición de la audiencia en Rotten Tomatoes le dio a la película un 86% de aprobación.
En el sitio web Metacritic posee una puntuación de 53 sobre 100 con base en 61 reseñas, indicando "reseñas mixtas o promedio".
Peter Travers, de Rolling Stone, escribió: «Un capítulo final perfectamente imperfecto (...) Con sus fallos, es parte de nuestra historia cinematográfica y cuando Rey y Kylo toman la pantalla, es una indeleble parte de nuestros corazones». A. O. Scott, de The New York Times, dijo: «Es una de las mejores entregas de la franquicia (...) Pero también la peor. Está justamente en el medio. Consigue lo mismo de siempre».
El crítico David Rooney, de The Hollywood Reporter, escribió: «A nivel popular, funciona como buena ficción escapista (...) Pero tiene problemas molestos que, aunque eran evidentes en las dos entregas anteriores, se han vuelto más pronunciados».
El periódico español ABC opinó: «Star Wars: El ascenso de Skywalker es una película trepidante, con grandes actores jóvenes, un despliegue técnico a la última y un guion inteligente que cumplirá su cometido», brindándole tanto sus críticos como la audiencia dos estrellas sobre un total de cinco.

## Mercadotecnia

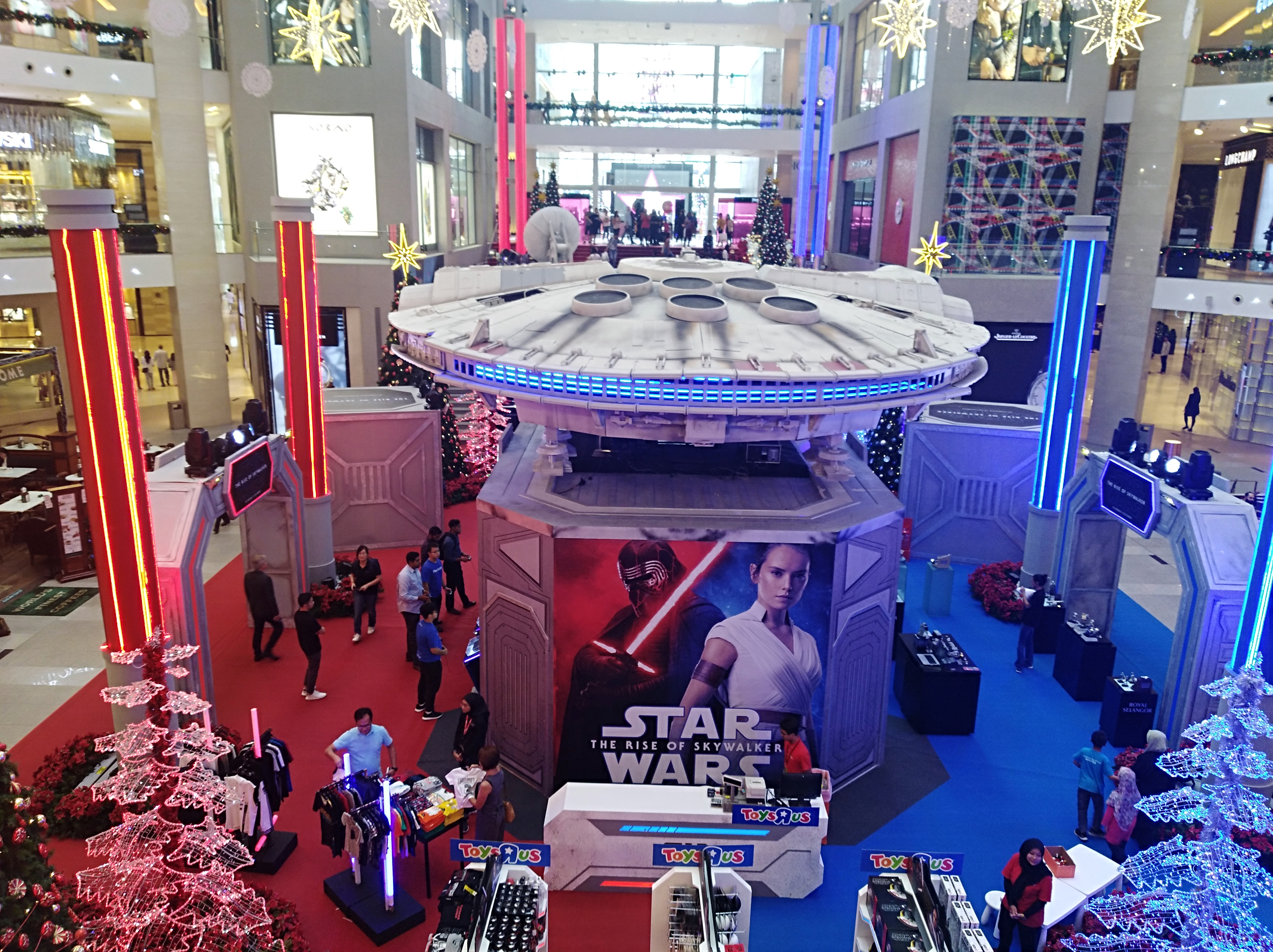
marca el final de la saga Skywalker y pone un punto y aparte en la saga Star Wars

Aunque J. J. Abrams guardó silencio sobre muchos detalles de la película, expresó sus esperanzas de que sus espectadores quedaran "satisfechos". Dirigió un panel dedicado a la película el 12 de abril de 2019 durante la celebración de Star Wars Celebration en Chicago, Illinois, donde el primer tráiler reveló el título de la película y se mostraron nuevas imágenes. El tráiler fue visto 111 millones de veces en las primeras 24 horas de su lanzamiento, que fue de 20 millones de visitas más que el teaser de Los últimos Jedi y más del doble que El despertar de la Fuerza.

## Lanzamiento
El ascenso de Skywalker se lanzó el 20 de diciembre de 2019 en los Estados Unidos. Originalmente estaba programada para ser estrenada el 24 de mayo, antes de ser rechazada esta fecha y pospuesta 7 meses.

## Futuro

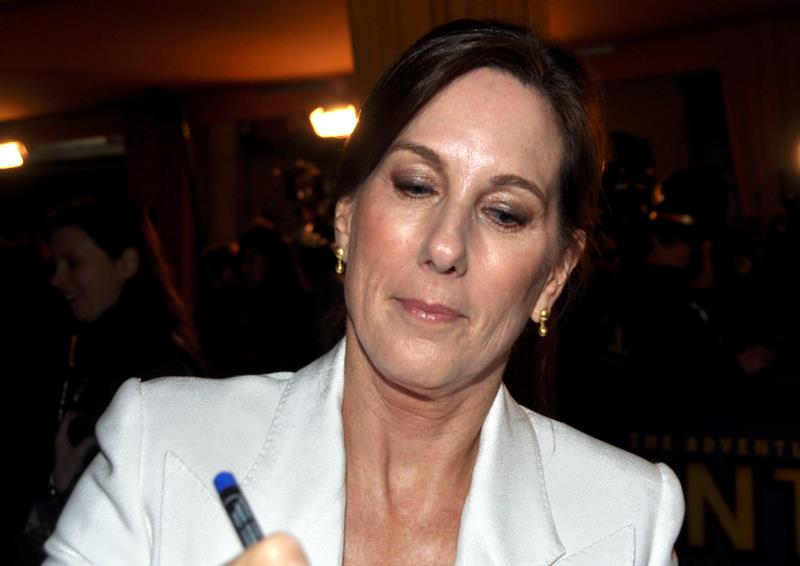
Kathleen Kennedy, más allá de ser la productora de la última trilogía. Es la actual presidenta de Lucasfilms.Estando a la cabeza de la compañía desde 2012, designada por el mismo Georges Lucas.

Esta película marca el final de la saga Skywalker y pone un punto y aparte en la saga Star Wars. A pesar de las reseñas mixtas por parte de los críticos y los fans; y la recaudación en taquilla de The Rise of Skywalker, Lucasfilm (propietaria de la franquicia) anunció una nueva trilogía de películas ambientada en la Alta República (400 años antes de los sucesos del Episodio I: La amenaza fantasma), que presentaría nuevos conflictos entre los Jedis y los Sith; un nombre a destacar que podría aparecer en las películas sería el del gran Maestro Yoda, en una versión más joven.

## Nominaciones y premios
| Premios Óscar | 9 de febrero de 2020 |                             |                                                            |          |  |
| Premios Óscar | 9 de febrero de 2020 | Mejor banda sonora original | John Williams                                              | Nominado |  |
| Premios Óscar | 9 de febrero de 2020 | Mejor edición de sonido     | Matthew Wood y David Acord                                 | Nominada |  |
| Premios Óscar | 9 de febrero de 2020 | Mejores efectos especiales  | Roger Guyett, Neal Scanlan, Patrick Tubach y Dominic Tuohy | Nominada |  |